# 戸田一西
戸田 一西（とだ かずあき）は、戦国時代から江戸時代初期にかけての武将、大名。徳川氏の家臣。近江大津藩主、同膳所藩初代藩主。大垣藩戸田家初代。多米戸田氏の戸田氏光の長男。

## 生涯
一西を祖とする大垣藩主戸田家は、戸田氏宗家の支流だが一西の代には既に独立し別家となっていたといわれ、宗家とは別個に徳川氏の下に伺候し、別家召出（本家同等に遇する）を受けたと推定される。また、一西の出自を実は他家からの養子だとする説もある。
一西は三河国吉田（現在の愛知県豊橋市）生まれ。永禄年間、三河国渥美郡多米地域を領していたとされ、吉田城攻めの頃には徳川家康に仕え、その三河譜代の家臣となった。天正3年（1575年）従五位下采女正を叙任。天正18年（1590年）の小田原征伐に参陣し、伊豆国山中城を攻略した。同年、家康の関東入りに従い、武蔵国鯨井（現埼玉県川越市鯨井）に5,000石を賜う。
慶長5年（1600年）の関ヶ原の戦いでは徳川秀忠軍に従って信濃上田城の真田昌幸を攻めた。このとき、上田城攻めにこだわる秀忠にただ一人反対した事から後に家康に賞された。秀忠の関ヶ原遅参について、家康は大いに怒り、周囲の者は皆諌めなかったのかと言ったといい、一西は自分が諌めたが受け入れられなかったと述べた。家康は今後は一西の言うことを用いられる様にしたいといい、自ら采を取り一西に授けた。一西はこれを受け感涙にむせたという。慶長6年（1601年）2月、家康の命による近江国膳所の築城を成し遂げた功績により、同地に3万石の所領を与えられ膳所藩を興した。一西は藩政安定のため、元の所領であった武蔵川越から琵琶湖に琵琶湖在来種より大型種のシジミ貝を移入させ、この紅しじみの漁を奨励した。紅しじみは膳所の特産品となり、一西の通称である左門に因んで「左門しじみ」もしくは「瀬田しじみ」と呼ばれるようになり、しじみ汁は京都で珍重された。
慶長9年（1604年）に死去。享年62。死因は落馬によるものといわれる。跡を長男の氏鉄が継いだ。大正6年（1917年）11月17日には従三位を追贈された。なお一西以下、代々の子孫は大垣の常葉神社にて祭神として祀られている。

## 系譜
父母
- 戸田氏光（父）

正室
- 真木氏常の娘

子女
- 戸田氏鉄（長男）
- 戸田正直（次男）
- 戸田為春（三男）
- 戸田勝興（四男）
- 山口直友室
- 三宅康信正室
- 内藤正成室